# Турсынбай, Сагадат Досболулы
Сагадат Досболулы Турсынбай (каз. Сағадат Досболұлы Тұрсынбай; род. 26 марта 1999, Шымкент) — казахстанский футболист, защитник клуба «Ордабасы». Выступал за сборную Казахстана.

## Клубная карьера
Футбольную карьеру начал в 2017 году в составе клуба «Ордабасы».
В 2018 году на правах аренды играл за «Тараз».
В 2019 году на правах аренды перешёл в «Иртыш» Павлодар.
В 2020 году на правах аренды подписал контракт с клубом «Тобол» Костанай.

## Карьера в сборной
21 февраля 2019 года дебютировал за сборную Казахстана в товарищеском матче со сборной Молдавии.

## Достижения
«Ордабасы»
- Бронзовый призёр чемпионата Казахстана: 2017
- Обладатель Кубка Казахстана: 2022

«Тараз»
- Серебряный призёр первой лиги: 2018

## Статистика выступлений

### Клубная карьера
| Клуб             | Сезон            | Лига | Лига | Кубки | Кубки | Еврокубки | Еврокубки | Итого | Итого |
| Клуб             | Сезон            | Игры | Голы | Игры  | Голы  | Игры      | Голы      | Игры  | Голы  |
| ---------------- | ---------------- | ---- | ---- | ----- | ----- | --------- | --------- | ----- | ----- |
| Ордабасы         | 2017             | 2    | 0    | 0     | 0     | 0         | 0         | 2     | 0     |
| Ордабасы         | 2021             | 21   | 0    | 6     | 1     | —         | —         | 27    | 1     |
| Ордабасы         | 2022             | 24   | 0    | 8     | 0     | —         | —         | 32    | 0     |
| Ордабасы         | 2024             | 5    | 1    | 5     | 2     | 3         | 1         | 13    | 4     |
| Ордабасы         | Итого            | 52   | 1    | 19    | 3     | 3         | 1         | 74    | 5     |
| → Ордабасы М     | 2016             | 16   | 1    | —     | —     | —         | —         | 16    | 1     |
| → Ордабасы М     | 2017             | 19   | 4    | —     | —     | —         | —         | 19    | 4     |
| → Ордабасы М     | Итого            | 35   | 5    | —     | —     | —         | —         | 35    | 5     |
| → Тараз          | 2018             | 31   | 7    | 1     | 0     | —         | —         | 32    | 7     |
| → Тараз          | Итого            | 31   | 7    | 1     | 0     | —         | —         | 32    | 7     |
| → Иртыш          | 2019             | 12   | 0    | 1     | 0     | —         | —         | 13    | 0     |
| → Иртыш          | Итого            | 12   | 0    | 1     | 0     | —         | —         | 13    | 0     |
| → Иртыш М        | 2019             | 2    | 0    | —     | —     | —         | —         | 2     | 0     |
| → Иртыш М        | Итого            | 2    | 0    | —     | —     | —         | —         | 2     | 0     |
| → Тобол          | 2020             | 2    | 0    | —     | —     | —         | —         | 2     | 0     |
| → Тобол          | Итого            | 2    | 0    | —     | —     | —         | —         | 2     | 0     |
| → Мактаарал      | 2023             | 23   | 3    | 1     | 0     | —         | —         | 24    | 3     |
| → Мактаарал      | Итого            | 23   | 3    | 1     | 0     | —         | —         | 24    | 3     |
| Всего за карьеру | Всего за карьеру | 157  | 16   | 22    | 3     | 3         | 1         | 182   | 20    |

### Выступления за сборную
| Сборная   | Год   | Отборочные матчи ЧМ | Отборочные матчи ЧМ | Отборочные матчи ЧЕ | Отборочные матчи ЧЕ | Лига наций УЕФА | Лига наций УЕФА | Товарищеские матчи | Товарищеские матчи | Итого | Итого |
| Сборная   | Год   | Игры                | Голы                | Игры                | Голы                | Игры            | Голы            | Игры               | Голы               | Игры  | Голы  |
| --------- | ----- | ------------------- | ------------------- | ------------------- | ------------------- | --------------- | --------------- | ------------------ | ------------------ | ----- | ----- |
| Казахстан | 2019  | −                   | −                   | −                   | −                   | −               | −               | 1                  | 0                  | 1     | 0     |
| Итого     | Итого | −                   | −                   | −                   | −                   | −               | −               | 1                  | 0                  | 1     | 0     |